# Васильевка (Дрибинский район)
Васи́льевка (бел. Васільеўка) — деревня в составе Черневского сельсовета Дрибинского района Могилёвской области Республики Беларусь.

## Население
- 2010 год — 7 человек